# 柄崎将寿
柄崎 将寿（つかざき まさとし、1982年12月27日 - ）は、JRA美浦トレーニングセンター所属の調教師、元騎手・調教助手。
父は元JRA調教師（2022年2月末で定年）の柄崎孝、祖父も元JRA調教師の柄崎義信。叔父（父・孝の妹の夫）に元騎手・現調教師の的場均、従弟に騎手の的場勇人がいる。

## 来歴
2001年、第17期生としてJRA競馬学校騎手課程を卒業しJRAの騎手免許を取得する。同期には石神深一、大庭和弥、小坂忠士、難波剛健、蓑島靖典らがいる。尾形充弘厩舎に所属する。初騎乗は同年3月3日、中山競馬第1競走のカリーノカフェで14頭中8着だった。同年4月21日、福島競馬第4競走でヒルノランカスターに騎乗し初勝利。デビュー30戦目でのことだった。
2001年10月20日、カブトヤマ記念でヒダカビギンに騎乗し重賞初騎乗は12着。その後、重賞には8回挑戦して未勝利だったが、全てテンイムホウとのコンビであった。また同馬には全42戦中35戦で手綱をとり5勝を挙げた。
2005年3月21日よりフリーとなる。
2010年12月20日付で騎手を引退した。引退後は柄崎孝厩舎の調教助手となる。その後、2012年1月に和田正一郎厩舎へ、さらに2016年7月に古賀慎明厩舎へ移籍し、それぞれ調教助手を務めた。
2023年12月7日、5回目の挑戦となった2024年度の新規調教師免許試験に合格した事がJRAより発表され、親子3代で調教師となる。2024年1月1日付で調教師免許が発効となり、当面は技術調教師として活動。
2025年3月5日付で厩舎を新規開業した（貸付馬房数12馬房）。厩舎カラーは騎手時代に所属していた尾形厩舎の白と青を継承。初出走は同年3月9日、中山2Rでマジョッコピロコの15着。同馬に騎乗したのは競馬学校同期の石神深一の息子深道であった。同年3月23日中山3Rの3歳未勝利をメモリアカフェで1着。述べ4頭目の出走での初勝利となった。6月18日には川崎競馬場で行われた第61回関東オークスを厩舎に初勝利をもたらしたメモリアカフェで重賞初出走させると単勝1.6倍の1番人気に応えて優勝し、重賞初勝利を飾った。

## 騎乗成績
|            | 日付           | 競馬場・開催  | 競走名             | 馬名               | 頭数 | 人気 | 着順 |
| ---------- | -------------- | ------------- | ------------------ | ------------------ | ---- | ---- | ---- |
| 初騎乗     | 2001年3月3日   | 2回中山3日1R  | 3歳未勝利          | カリーノカフェ     | 14頭 | 4    | 8着  |
| 初勝利     | 2001年4月21日  | 1回福島1日4R  | 3歳未勝利          | ヒルノランカスター | 12頭 | 3    | 1着  |
| 重賞初騎乗 | 2001年10月20日 | 3回新潟7日11R | カブトヤマ記念     | ヒダカビギン       | 13頭 | 13   | 12着 |
| GI初騎乗   | 2008年5月18日  | 2回東京8日11R | ヴィクトリアマイル | テンイムホウ       | 18頭 | 17   | 16着 |

| 年度   | 1着 | 2着 | 3着 | 騎乗数 | 勝率 | 連対率 | 複勝率 |
| ------ | --- | --- | --- | ------ | ---- | ------ | ------ |
| 2001年 | 8   | 8   | 5   | 183    | .044 | .087   | .115   |
| 2002年 | 7   | 14  | 10  | 243    | .029 | .086   | .128   |
| 2003年 | 3   | 13  | 9   | 211    | .014 | .076   | .118   |
| 2004年 | 1   | 6   | 3   | 96     | .010 | .073   | .104   |
| 2005年 | 4   | 2   | 3   | 69     | .058 | .087   | .130   |
| 2006年 | 4   | 4   | 1   | 86     | .047 | .093   | .105   |
| 2007年 | 4   | 1   | 2   | 56     | .071 | .089   | .125   |
| 2008年 | 2   | 1   | 1   | 76     | .026 | .039   | .053   |
| 2009年 | 0   | 1   | 1   | 53     | .000 | .019   | .038   |
| 2010年 | 0   | 1   | 0   | 31     | .000 | .031   | .031   |
| 中央   | 33  | 51  | 35  | 1105   | .031 | .078   | .110   |
| 地方   | 1   | 0   | 1   | 15     | .067 | .067   | .133   |

## 調教師成績
|            | 日付          | 競馬場・開催  | 競走名       | 馬名             | 頭数 | 人気 | 着順 |
| ---------- | ------------- | ------------- | ------------ | ---------------- | ---- | ---- | ---- |
| 初出走     | 2025年3月9日  | 2回中山4日2R  | 3歳未勝利    | マジョッコピロコ | 16頭 | 13   | 15着 |
| 初勝利     | 2025年3月23日 | 2回中山8日3R  | 3歳未勝利    | メモリアカフェ   | 14頭 | 1    | 1着  |
| 重賞初出走 | 2025年6月18日 | 3回川崎3日11R | 関東オークス | メモリアカフェ   | 14頭 | 1    | 1着  |
| 重賞初勝利 | 2025年6月18日 | 3回川崎3日11R | 関東オークス | メモリアカフェ   | 14頭 | 1    | 1着  |
| GI初出走   |               |               |              |                  |      |      |      |
| GI初勝利   |               |               |              |                  |      |      |      |

## 主な管理馬
- メモリアカフェ（2025年関東オークス）